# Всесвітній Форум з гармонізації Правил для транспортних засобів
Всесвітній Форум з гармонізації Правил для транспортних засобів (англ. The World Forum for Harmonization of Vehicle Regulations) — це робоча група WP.29, яка є структурним підрозділом «Комітету внутрішнього транспорту» ЄЕК ООН.
Основним завданням Форуму є створення єдиної системи Правил, які називаються Правилами ЄЕК ООН (англ. UN Regulations), і які призначені для усунення торгових бар'єрів для транспортних засобів, що спроектовані і призначені для міжнародних ринків (в першу чергу, ринків держав-договірних сторін Угоди 1958 року).
Форум працює над:
- Правилами ЄЕК ООН (англ. UN Regulations), які охоплюють безпеку транспортних засобів, захист довкілля, ефективність енергоспоживання, і захист від викрадення транспортних засобів. Ці Правила є додатками до Угоди 1958 року.
- Глобальними технічними Правилами ООН (англ. United Nations Global Technical Regulations (UN GTRs)), пов'язаними із Угодою 1998 року.
- Правилами ООН (англ. UN Rules), які є додатками до Угоди 1997 року.

Групу WP29 було створено у червні 1952 року, яка тоді називалась «Робоча група експертів з технічних вимог до транспортних засобів» (англ. Working party of experts on technical requirement of vehicles). Сучасну назву група отримала у 2000 році.

## Угода 1958
Основна частина роботи Форуму базується на Угоді 1958 року (англ. 1958 Agreement), яка називалась «Угода про прийняття єдиних технічних приписів для колісних транспортних засобів, предметів обладнання та частин, які можуть бути встановлені та/або використані на колісних транспортних засобах, і про умови взаємного визнання офіційних затверджень, виданих на основі цих приписів, 1958 року з поправками 1995 року» (англ. Agreement concerning the adoption of uniform technical prescriptions for wheeled vehicles, equipment and parts which can be fitted and/or be used on wheeled vehicles and the conditions for reciprocal recognition of approvals granted on the basis of these prescriptions), яка має позначення: англ. «E/ECE/TRANS/505/Rev.2, amended on 16 October 1995».
Угоду розробила і запропонувала Європейська Економічна Комісія Організації Об'єднаних Націй (ЄЕК ООН), що є однією із п'яти комісій ООН. До цієї угоди додаються загальні для усіх договірних сторін Правила, які встановлюють єдині гармонізовані вимоги до активної та пасивної безпеки і екологічних характеристик транспортних засобів та до методів і засобів перевірки відповідності транспортних засобів цим вимогам. Приєднання держав до Угоди повинно мінімізувати технічні перепони в пан-Європейській торгівлі і у просуванні транспортних засобів на ринки держав-договірних сторін Угоди. Держави, які хочуть скористатися із переваг мінімізації технічних перепон, можуть підписати так звану «Женевську Угоду 1958 р.» і запровадити на своїй території відповідні Правила ЄЕК ООН, які є додатками до цієї Угоди, чи запровадили їх у вигляді еквівалентних національних Правил, Директив або стандартів. Кожна держава, яка приєднується до угоди, може визначати самостійно, які із Правил ЄЕК ООН запроваджувати на своїй території, а які — ні. Розроблення та гармонізацію вимог безпеки до проектування, конструювання і виготовлення транспортних засобів у Правилах ЄЕК ООН здійснює Всесвітній Форум з гармонізації Правил для транспортних засобів.
Окрім цього, в Угоді сформовані правові рамки, в межах яких держави-учасниці (договірні сторони Угоди) погоджуються застосовувати спільний набір технічних приписів та процедур для офіційного затвердження типу транспортних засобів і їх складових частин. Ці приписи називалися Правилами ЄЕК ООН, або Правилами ЄЕК із посиланням на Європейську Економічну Комісію. Однак, з огляду на те, що на даний час договірними сторонами Угоди стали також багато неєвропейських держав, які приєдналися до Угоди, Правила отримали офіційний статус як «Правила ООН» (англ. UN Regulations).
Кожне з офіційних затверджень типу, оформлене за цими Правилами однією із «договірних сторін», визнається іншими «договірними сторонами».

### Держави-учасниці
Першими державами, які підписали Угоду 1958 року, були Італія (28 березня), Нідерланди (30 березня), Німеччина (19 червня), Франція (26 червня), Угорщина (30 червня), а також Швеція і Бельгія. Спочатку участь в Угоді дозволялась тільки для держав-членів ЄЕК ООН, але у 1995 році Угода була переглянута з тим, щоб надати право участі в Угоді державам, які не є членами ЄЕК ООН. На сьогодні учасники Угоди включають Європейський Союз та його держави-члени, а також, держави-члени ЄЕК ООН, які не є членами ЄС, такі як Норвегія, Росія, Україна, Хорватія, Сербія, Білорусь, Казахстан, Туреччина, Азербайджан та Туніс, та навіть і віддалених територій, таких як Саудівська Аравія, Австралія, Нова Зеландія, Японія, Південна Корея, Таїланд та Малайзія.
Держави, які приєдналися до Угоди 1958 року, наведені у таблиці відповідно до присвоєних їм в ООН кодів 
(інформацію подано станом на 2012 рік. В таблиці вказано дату приєднання до Угоди із врахуванням поправок, прийнятих від 16 жовтня 1995 року):
| Код ООН | Держава              | Дата приєднання            | Примітки                |
| ------- | -------------------- | -------------------------- | ----------------------- |
| 1       | Німеччина            | 1966, 28 січня             |                         |
| 2       | Франція              | 1959, 20 червня            |                         |
| 3       | Італія               | 1963, 26 червня            |                         |
| 4       | Нідерланди           | 1960, 29 липня             |                         |
| 5       | Швеція               | 1959, 20 червня            |                         |
| 6       | Бельгія              | 1959, 5 вересня            |                         |
| 7       | Угорщина             | 1960, 2 червня             |                         |
| 8       | Чехія                | 1993, 1 січня              | (раніше Чехословаччина) |
| 9       | Іспанія              | 1961, 10 жовтня            |                         |
| 10      | Сербія               | 2001, 12 березня           | (раніше СФРЮ)           |
| 11      | Велика Британія      | 1963, 16 березня           |                         |
| 12      | Австрія              | 1971, 11 травня            |                         |
| 13      | Люксембург           | 1971, 12 грудня            |                         |
| 14      | Швейцарія            | 1973, 28 липня             |                         |
| 15      | НДР                  | (термін завершився в 1999) |                         |
| 16      | Норвегія             | 1975, 4 квітня             |                         |
| 17      | Фінляндія            | 1976, 17 вересня           |                         |
| 18      | Данія                | 1976, 20 грудня            |                         |
| 19      | Румунія              | 1977, 21 лютого            |                         |
| 20      | Польща               | 1979, 13 березня           |                         |
| 21      | Португалія           | 1980, 28 березня           |                         |
| 22      | Росія                | 1987, 17 лютого            | (раніше СРСР)           |
| 23      | Греція               | 1992, 5 грудня             |                         |
| 24      | Ірландія             | 1998, 24 березня           |                         |
| 25      | Хорватія             | 1991, 8 жовтня             |                         |
| 26      | Словенія             | 1991, 25 червня            |                         |
| 27      | Словаччина           | 1993, 1 січня              |                         |
| 28      | Білорусь             | 1995, 2 червня             |                         |
| 29      | Естонія              | 1995, 1 травня             |                         |
| 30      | Зарезервовано        |                            |                         |
| 31      | Боснія і Герцеговина | 1992, 6 березня            |                         |
| 32      | Латвія               | 1999, 18 січня             |                         |
| 33      | Зарезервовано        |                            |                         |
| 34      | Болгарія             | 2000, 21 січня             |                         |
| 35      | Казахстан            | 2011, 8 січня              |                         |
| 36      | Литва                | 2002, 29 березня           |                         |
| 37      | Туреччина            | 1996, 27 лютого            |                         |
| 38      | Зарезервовано        |                            |                         |
| 39      | Азербайджан          | 2002, 14 червня            |                         |
| 40      | Північна Македонія   | 1991, .17 листопада        |                         |
| 41      | Зарезервовано        |                            |                         |
| 42      | Європейський Союз    | 1998, 24 березня           |                         |
| 43      | Японія               | 1998, 24 листопада         |                         |
| 44      | Зарезервовано        |                            |                         |
| 45      | Австралія            | 2000, 25 квітня            |                         |
| 46      | Україна              | 2000, 30 червня            |                         |
| 47      | ПАР                  | 2001, 17 червня            |                         |
| 48      | Нова Зеландія        | 2002, 26 січня             |                         |
| 49      | Кіпр                 | 2004, 1 травня             |                         |
| 50      | Мальта               | 2004, 1 травня             |                         |
| 51      | Південна Корея       | 2004, 31 грудня            |                         |
| 52      | Малайзія             | 2006, 4 квітня             |                         |
| 53      | Таїланд              | 2006, 1 травня             |                         |
| 54      | Албанія              | 2011, 5 листопада          |                         |
| 55      | Зарезервовано        |                            |                         |
| 56      | Чорногорія           | 2006, 3 червня             |                         |
| 57      | Зарезервовано        |                            |                         |
| 58      | Туніс                | 2008, 1 січня              |                         |

Держави-учасниці
Женевської Угоди 1958 р.

Більшість держав, навіть якщо вони формально не є договірними сторонами Угоди 1958 року, визнають Правила ЄЕК ООН та/або відтворюють їх тексти у власних національних вимогах, чи дозволяють імпорт, реєстрацію та використання транспортних засобів, тип яких офіційно затверджений у відповідності з Правилами ЄЕК ООН, чи те й інше.
В Україні Правила ЄЕК ООН введені в дію як державні стандарти України, які мають позначення ДСТУ UN/ECE R. Наприклад, ДСТУ UN/ECE R13-09 є автентичним до ECE Regulation No.13-09. Однак, в Україні сертифікати «Повідомлення про офіційне затвердження типу транспортного засобу» станом на 2015 рік поки що не оформлюють, хоча Україна приєдналася до Угоди 1958 року ще у 2000 році. Зазвичай, в Україні обмежуються визнанням таких сертифікатів, оформлених іншими державами-договірними сторонами Угоди на автомобілі, що імпортуються в Україну. Автомобілі, тип яких офіційно не затверджено, і які призначені для внутрішнього ринку, проходять випробування у відповідності з чинними в Україні Правилами ЄЕК ООН з відповідним рівнем поправок, які введені в дію як державні стандарти України. За позитивними результатами випробувань і відповідного переліку робіт, передбачених українським законодавством, оформляють не сертифікат офіційного затвердження типу, а сертифікат відповідності продукції з обмеженими термінами дії чи сертифікат відповідності обмежених партій транспортних засобів, які ввозяться на територію України.
США та Канада — це два суттєвих виключення — там Правила ЄЕК ООН взагалі не визнають і не дозволяють імпортувати, продавати, реєструвати та використовувати на дорогах загального користування в США і Канаді транспортні засоби, тип яких офіційно затверджений за Правилами ЄЕК ООН, якщо тільки ці транспортні засоби не випробувані і не визнані відповідними вимогам безпеки американського законодавства та стандартів, або може дозволятися тільки обмежений їх імпорт для специфічного застосування не на дорогах загального користування (див. Правило "Демонстрації та Виставки").

### Офіційне затвердження типу

Два типи маркування про відповідність транспортного засобу до офіційно затвердженого типу: за Правилами ЄЕК ООН (зверху); за Директивами ЄС (внизу)

Угода 1958 року базується на принципах офіційного затвердження типу однією із держав-договірних сторін Угоди та взаємного визнання сертифіката (повідомлення) про офіційне затвердження усіма іншими державами-договірними сторонами Угоди. Будь-яка держава, яка приєдналася до Угоди 1958 року, має органи (один чи декілька) та технічні служби (випробувальні лабораторії) для випробувань продукції і перевірки виробництва цієї продукції, яка підпадає під регуляторну діяльність держави, в якій виробляється дана продукція. Кожен індивідуальний проект від кожного індивідуального виробника розглядається як один індивідуальний тип. Як тільки будь-яка із договірних сторін Угоди надасть сертифікат офіційного затвердження типу, інші держави-договірні сторони Угоди повинні визнати цей сертифікат і розцінювати даний транспортний засіб або складову частину транспортного засобу як легальні для імпортування, продажу та використання на їх територіях.
Вироби, тип яких офіційно затверджено за Правилами ЄЕК ООН, маркуються із значком E та номером, розташованими у колі (див. рисунок, верхня його частина). Номер вказує код держави, яка надала сертифікат офіційного затвердження типу, до якого відноситься даний виріб (коди держав наведені у наведеній вище таблиці). Окрім цього номера поряд із колом проставляють знаки (цифри і літери), якими позначають номер і версію Правила ЄЕК ООН, вимогам якого відповідає продукція, та порядковий номер сертифіката офіційного затвердження.
В державах-членах ЄС для офіційного затвердження типу транспортного засобу чи складових частин застосовують Директиви ЄС, більшість яких визнані еквівалентними до відповідних Правил ООН. Продукція, тип якої офіційно затверджений у відповідності з вимогами і процедурами, встановленими в Директивах ЄС, маркується прописною літерою e та номером — кодом держави, яка надала затвердження, які розміщені у прямокутнику (див. рисунок, нижня його частина). Усі сертифікати офіційного затвердження типу (повідомлення про офіційне затвердження типу), які оформлені державами-договірними сторонами Угоди, але не є державами-членами ЄС, за тими Правилами, що є еквівалентними до відповідних Директив ЄС, визнаються будь-якою з держав-членів ЄС. Відповідно, усі сертифікати офіційного затвердження типу, виконані за Директивами ЄС будь-якою з держав-членів ЄС, визнаються іншими державами-договірними сторонами Угоди. В Україні, як у договірній стороні Угоди, визнаються сертифікати офіційного затвердження типу як оформлені за Директивами ЄС, так і за Правилами ЄЕК ООН.
Однак, попри те, що сертифікати офіційного затвердження типу, надані будь-якою із держав-договірних сторін Угоди, повинні вважатися еквівалентними, існує фактична різниця у сприйнятті та у суворості, з якою різні національні органи із затвердження типу застосовують вимоги Правил та дотримуються передбачених ними процедур. Окрім того, деякі держави для затвердження типу можуть застосовувати власні національні стандарти, які можуть мати більш жорсткі вимоги від тих, які безпосередньо встановлені Правилами ЄЕК ООН.
А тому відношення до сертифікатів офіційного затвердження типу, наданих органами різних держав, може бути різним. Наприклад, в індустрії складових і запасних частин, наявність офіційних затверджень типу, наданих Німеччиною, (E1), розцінюється як «міра страхування» від підозри у низькій якості продукції або у невідповідності продукції затвердженому типу чи у незаслуженому наданні сертифіката про офіційне затвердження типу

### Правила ЄЕК ООН
Станом на 2012 рік діють 128 Правил ЄЕК ООН, які є додатками до Угоди 1958 року. Правила охоплюють легкові автомобілі, вантажні автомобілі і автобуси, мотоцикли, причепи і напівпричепи та сільськогосподарські і лісові колісні трактори. Кожне з Правил офіційно видається трьома мовами — англійською, французькою та російською і має однакову юридичну силу, попри можливі неоднозначні трактування окремих вимог, обумовлені специфікою перекладів. Розроблення, внесення правок, змін та доповнень, актуалізацію усіх примірників здійснюють наступні робочі підгрупи, які є структурними підрозділами Форуму (робочої групи WP.29'):
1. Робоча група з шуму (англ. Working Party on Noise (GRB)).
2. Робоча група з освітлення і світлової сигналізації (англ. Working Party on Lighting and Light-Signalling (GRE)).
3. Робоча група з забруднення довкілля і енергетики (англ. Working Party on Pollution and Energy (GRPE)).
4. Робоча група з гальм і трансмісій (англ. Working Party on Brakes and Running Gear (GRRF)).
5. Робоча група з загальних вимог безпеки (англ. Working Party on General Safety Provisions (GRSG)).
6. Робоча група з пасивної безпеки (англ. Working Party on Passive Safety (GRSP)).

## Виконання Угоди державами-членами ЄС
В державах-членах ЄС традиційно існує дві системи офіційного затвердження типу транспортних засобів.
- Перша система базується на Директивах ЄС (англ. EC Directives), які регламентують офіційне затвердження типу транспортного засобу в цілому (англ. Whole Vehicle Type Approval (WVTA)), а також систем транспортних засобів та окремих складових частин і приладдя.
- Друга система базується на частині Правил ЄЕК ООН (англ. UN/ECE Regulations), до яких приєдналися держави ЄС і які регламентують офіційне затвердження типу транспортного засобу стосовно окремих систем та/або характеристик чи окремих складових частин і з часом регламентуватимуть офіційне затвердження типу транспортного засобу в цілому (англ. Whole Vehicle Type Approval (WVTA)).

Останні зміни до встановлених в ЄС вимог передбачають запровадження «Загального Правила Безпеки EC661/2009» (англ. The General Safety Regulation EC661/2009 (GSR)), яке виправлятиме рамкову Директиву 2007/46/EC (англ. Directive 2007/46/EC), запроваджуючи заміну Директив ЄС на еквівалентні Правила ЄЕК ООН, і яке чітко регламентуватиме перелік тих Правил ЄЕК ООН, які обов'язково повинні застосовуватися для офіційного затвердження типу кожної конкретної категорії транспортного засобу в державах-членах ЄС. На даний час затвердження типу за Правилами ЄЕК ООН вводиться із 1 листопада 2012 року і буде обов'язковим для тих транспортних засобів, які вводяться в експлуатацію (вперше реєструються) 1 листопада 2014 року.

## Виконання Угоди Україною
В Україні, попри те, що вона узяла зобов'язання застосовувати загальний для усіх держав перелік Правил ЄЕК ООН із відповідними серіями поправок, для підтвердження відповідності фактично застосовуються не усі, а тільки окремі Правила, причому, із більш ранніми серіями поправок. Наприклад, якщо в Україні оформлять сертифікат офіційного затвердження типу транспортного засобу стосовно гальмування, застосувавши ДСТУ UN/ECE R13-09 (із 9-ю серією поправок, який в Україні застосовується станом на 01.09.2013), а інші держави-договірні сторони в цей час застосовують ECE Regulation No.13-10 (із більш пізньою 10-ю серією поправок), то український сертифікат практично не зможе бути визнаний іншими державами-членами Угоди. Аналогічна ситуація із застосуванням в Україні і ряду інших Правил, як наприклад — для оцінки рівнів викидів токсичних і шкідливих компонентів із газами, що відпрацювали у двигунах внутрішнього згоряння, ДСТУ UN/ECE R83-04 (рівень вимог Євро-2), в той час, як рештою держав-договірних сторін Угоди застосовуються вимоги ECE Regulation No.83-05 із більш високими рівнями вимог. Також, для окремих категорій транспортних засобів і для окремих показників безпеки в Україні застосовуються національні стандарти (як із нижчими, так із вищими рівнями вимог до окремих показників), які не є відповідниками до Правил ЄЕК ООН.
Такий стан речей обумовлений рядом причин, до основних з яких можна віднести:
- неготовність органів з підтвердження відповідності транспортних засобів та випробувальних лабораторій (технічних служб) і їх випробувальної бази до роботи у відповідності до вимог Правил ЄЕК ООН із останніми серіями поправок.
- неготовність вітчизняних виробників транспортних засобів випускати продукцію у відповідності з вимогами і процедурами, передбаченими в рамках Женевської угоди 1958 року та відповідних Правил ЄЕК ООН з останніми серіями поправок, та практична відсутність чи обмеженість їх доступу до необхідної випробувальної бази.
- відсутністю вітчизняної законодавчої бази (технічного регламенту і законодавчих актів, які б впроваджували положення цієї угоди в Україні), яка повинна регламентувати застосування Правил ЄЕК ООН із відповідними серіями поправок, доповнень і виправлень, до яких приєдналася Україна в рамках Угоди.

Проблеми відсутності «Технічного регламенту» (аналога відповідної Директиви ЄС), та інших проблем, пов'язаних із цією проблемою, обговорюються на сторінці вебпроекту «Закон для всіх»
В результаті цього в Україні замість офіційного затвердження типу транспортного засобу застосовують сертифікацію «третьою стороною» продукції, що виробляється протягом обмеженого терміну, чи партій продукції, яка підлягає ввезенню на митну територію України. При цьому, наявність сертифіката (повідомлення) про офіційне затвердження типу транспортного засобу у відповідності із положеннями і вимогами Женевської угоди 1958 року і її додатків — Правил ЄЕК ООН, чи відповідних їм Директив ЄС, враховується.

## Неприйняття Угоди державами Північної Америки
Найбільшою державою-виробником колісних транспортних засобів, яка не приєдналася до Угоди 1958 року, є Сполучені Штати Америки, які мають свої власні правила — Федеральні стандарти безпеки механічних транспортних засобів (англ. Federal Motor Vehicle Safety Standards (FMVSS)), і які не визнають офіційних затверджень типу транспортного засобу, оформлених будь-якою із держав-договірних сторін Угоди 1958 року. А тому, транспортні засоби і їх складові частини, які вироблені у державах-договірних сторонах Угоди 1958 року, та які не відповідають вимогам стандартів FMVSS, не можуть бути імпортовані до США без суттєвої модифікації. Виключення складають тільки ті транспортні засоби, які підпадають під дію Правила «Демонстрації та Виставки», та ті, які старіші від 25-ти років, і можуть вважатися «раритетними».
Канада має власні Стандарти безпеки механічних транспортних засобів Канади (англ. Canada Motor Vehicle Safety Standards (CMVSS)), які загалом є ідентичними із американськими стандартами FMVSS, проте Канада, разом із цим, приймає сумісні із Правилами ЄЕК ООН фари та бампери. Однак, слід зазначити, що наближається укладання «Усесторонньої економічної і торговельної угоди» між Канадою і Європейським Союзом (ймовірно буде ратифікована у 2015 році), у якій передбачається застосування Канадою усіх умов Правил ЄЕК ООН, як «прийнятну альтернативу» стандартам CMVSS. Вже зараз Канада застосовує 14 із 17-ти основних Правил, як припустиму альтернативу — виключення стосуються:
- органів керування мотоциклами і мопедами, включаючи позначення органів керування, контрольних приладів та індикаторів;
- дзеркал заднього виду двоколісних механічних транспортних засобів із колясками і без них;
- електронних систем управління стійкістю легкових автомобілів.

Ці три групи, що ще залишилися, також будуть дозволені в Канаді до того часу, коли відбудеться ратифікація. Разом з тим, після ратифікації угоди, у Канаді і надалі буде дозволятися відповідність американським стандартам FMVSS.